# 153-as busz (Budapest)
A budapesti 153-as jelzésű autóbusz a Gazdagréti tér és az Infopark (Pázmány Péter sétány) között közlekedik. A viszonylatot az ArrivaBus üzemelteti.

## Története
1984. május 1-jén indult 153-as jelzéssel, az épülő új lakótelep első buszjárataként. Ekkor még a lakótelep alján, a Nagyszeben téren volt a végállomása, 1987-ben került fentre, a Gazdagréti térre az akkor induló 139-es buszéval együtt, és ekkor jelzése 153-asra változott. A vonalon Ikarus 412-es, előtte Ikarus 260-as típusú autóbuszok közlekedtek.
2008. augusztus 21-én újra 153-as jelzéssel látták el a járatot, a vegyes (magas padlós és alacsony padlós) üzem keretében egyaránt jártak Ikarus 412-esek és Ikarus 415-ösök.
Az M4-es metróvonal átadása miatt 2014. március 31-én útvonala jelentősen módosult, a járat betért a 4-es metró végállomásához, onnan a Bornemissza tér felé közlekedett, majd Újbuda-Központon át, a megszűnt 203-as nyomvonalán haladt a Neumann János utcáig.
2016. június 4-étől betér a Őrmezőn, a Kérő és a Menyecske utcához és Kelenvölgybe is. Újbuda-központot az Egérút – Andor utca – Tétényi út – Bartók Béla út vonalon vonalon éri el.
Az 1-es villamos vonalán zajló vágányfelújítási munkálatok miatt 2018. július 9-étől augusztus 31-éig a Népligetig meghosszabbított útvonalon közlekedett. Ez idő alatt a Neumann János utca végállomást nem érintette. Július 22-étől augusztus 31-éig 153V jelzésű pótlóbusz is járt a Népliget és az Infopark között. Az eredeti forgalmi rend helyreállításával a Neumann János utcai végállomása az Infopark (Pázmány Péter sétány) nevet kapta.
2020. április 1-jén a koronavírus-járvány miatt bevezették a szombati menetrendet, ezért a vonalon a forgalom szünetelt. Az intézkedést a zsúfoltság miatt már másnap visszavonták, így április 6-ától újra a tanszüneti menetrend volt érvényben, a szünetelő járatok is újraindultak.
2020. augusztus 10–21. között az 1-es villamos déli szakaszán zajló pályafelújítási munkálatok miatt a Népligetig meghosszabbított útvonalon közlekedett, nem érintette Gazdagrét irányába a Magyar tudósok körútja megállóhelyet.

## Útvonala
| Infopark (Pázmány Péter sétány) felé |
| Gazdagréti tér vá. – Gazdagréti tér – Gazdagréti út – aluljáró – Lapu utca – Neszmélyi út – Balatoni út – Neszmélyi út – Zelk Zoltán út – Koszorúslány utca – aluljáró – Budaörsi út – aluljáró – Menyecske utca – Neszmélyi út – Péterhegyi út – Alabástrom utca – Bazsalikom utca – Kecskeméti József utca – Duránci utca – Gépész utca – Bazsalikom utca – Egérút – Andor utca – Tétényi út – Bartók Béla út – Kosztolányi Dezső tér – Bocskai út – Október huszonharmadika utca – Irinyi József utca – Goldmann György tér – Pázmány Péter sétány – Neumann János utca – Infopark (Pázmány Péter sétány) vá. |
| Gazdagréti tér felé |
| Infopark (Pázmány Péter sétány) vá. – Neumann János utca – Magyar Nobel-díjasok útja – Magyar tudósok körútja – Pázmány Péter sétány – Goldmann György tér – Irinyi József utca – Október huszonharmadika utca – Bocskai út – Kosztolányi Dezső tér – Bartók Béla út – Tétényi út – Andor utca – Egérút – Bazsalikom utca – Torma utca – Péterhegyi út – Neszmélyi út – Menyecske utca – Balatoni út – Koszorúslány utca – Zelk Zoltán út – Neszmélyi út – aluljáró – Budaörsi út – Gazdagréti út – Gazdagréti tér – Gazdagréti tér vá.                                                                          |

## Megállóhelyei
| 0  | Gazdagréti tér végállomás                  | 40 | 8E, 108E, 139, 154 |
| 1  | Tűzkő utca                                 | 39 | 154 |
| 1  | Szent Angyalok-templom                     | 38 | 154 |
| 2  | Torbágy utca                               | 37 | 154 |
| 3  | Törökugrató utca                           | 36 | 154 |
| 4  | Regős utca                                 | 35 | 154 |
| 5  | Gazdagréti út                              | 34 | 8E, 40, 40B, 87, 87A, 88, 88A, 108E, 139, 140, 140A, 154, 188, 240 |
| 5  | Jégvirág utca                              | ∫  | 8E, 87, 87A, 88, 88A, 108E, 139, 140, 140A, 154 |
| ∫  | Nagyszeben út                              | 33 | 8E, 87, 87A, 88, 88A, 108E, 139, 140, 140A, 154 |
| 6  | Neszmélyi út                               | 31 | 154 |
| 7  | Zelk Zoltán út / Neszmélyi út              | 31 | 150, 150B, 154 |
| 8  | Zelk Zoltán út (Menyecske utca)            | 30 | 150, 150B, 154, 250, 250B, 251, 251A |
| 10 | Kelenföld vasútállomás M                   | 29 | 1, 19, 49 8E, 40, 40B, 40E, 53, 58, 87, 87A, 88, 88A, 101B, 101E, 108E, 141, 150, 150B, 154, 172, 173, 187, 188, 188E, 250, 250B, 251, 251A, 251E, 272 689, 691, 710, 712, 715, 720, 722, 724, 725, 727, 731, 732, 734, 735, 736, 760, 762, 763, 764, 767, 770, 774, 775, 778, 779, 798, 799 S10 G10 S12 S30 G30 Z30 S34 S35 S36 S40 G40 Z40 S42 Z42 G43 G44 IC, EC, EN, sebesvonat, gyorsvonat, expresszvonat, |
| 12 | Sasadi út                                  | 28 | 8E, 40, 40B, 40E, 53, 87, 87A, 88, 88A, 108E, 139, 140, 140A, 150, 150B, 154, 172, 173, 187, 188, 188E, 240, 272 764 1172, 1173, 1174, 1175, 1176, 1177, 1183, 1184, 1185, 1188, 1190, 1194, 1201, 1205, 1212, 1215, 1216, 1229, 1251, 1253, 1254 |
| 14 | Kérő utca                                  | 26 | 150, 150B |
| 15 | Menyecske utca                             | 25 | 150, 150B |
| 16 | Igmándi utca                               | 24 | 150, 150B, 250, 250B, 251, 251A |
| 17 | Őrmezei út                                 | 23 | 150, 150B, 250, 250B, 251, 251A |
| 19 | Alabástrom utca                            | ∫  | |
| ∫  | Bolygó utca                                | 21 | 150, 150B, 250, 250B, 251, 251A |
| 20 | Torma utca                                 | 20 | 58 |
| 21 | Kecskeméti József utca                     | ∫  | 58 |
| 22 | Duránci utca                               | ∫  | 58 |
| 23 | Gépész utca                                | 19 | 58 |
| 25 | Hajtány sor                                | 18 | 58 |
| 26 | Pajkos utca                                | 17 | |
| 27 | Andor utca / Tétényi út                    | ∫  | 7, 114, 214 |
| 28 | Bornemissza tér                            | 15 | 7, 114, 214 |
| 29 | Puskás Tivadar utca                        | 14 | 7, 114, 214 |
| 30 | Bikás park M                               | 12 | 1 7, 58, 114, 213, 214 689, 691 |
| 31 | Tétényi út 30.                             | 12 | 7, 58, 114, 213, 214 |
| 32 | Szent Imre Kórház                          | 11 | 7, 58, 114, 213, 214 |
| 34 | Karolina út                                | 10 | 19, 49 7, 58, 114, 213, 214 |
| 36 | Kosztolányi Dezső tér                      | 8  | 19, 49 7, 53, 58, 114, 150, 150B, 154, 212, 212A, 212B, 213, 214, 240 |
| 38 | Újbuda-központ M                           | 6  | 4, 17, 41, 47, 48, 56 33, 53, 58, 150, 150B, 154, 212, 212A, 212B 1172, 1173, 1174, 1175, 1176, 1177, 1183, 1184, 1185, 1188, 1190, 1194, 1201, 1205, 1212, 1215, 1216, 1229, 1251, 1253, 1254 |
| 40 | Budafoki út / Szerémi sor                  | 4  | 4 33, 107, 133E, 154, 212, 212A, 212B |
| 41 | Petőfi híd, budai hídfő                    | 3  | 4, 6 107, 154, 212, 212A, 212B 1172, 1173, 1174, 1175, 1176, 1177, 1183, 1184, 1185, 1188, 1190, 1194, 1201, 1205, 1212, 1215, 1216, 1229, 1251, 1253, 1254 |
| 42 | Egyetemváros – A38 hajóállomás             | 1  | 107, 154 |
| 42 | Magyar tudósok körútja                     | 1  | 107, 154 |
| 43 | Infopark (Pázmány Péter sétány) végállomás | 0  | 1 107, 154 |